# José de Aguilar-Amat
José de Aguilar-Amat y Fernández (1765-1829) fue un militar y administrador colonial español, conocido principalmente por su prolongado servicio como Teniente Gobernador de Pinar del Río (también conocida como Nueva Filipina o Vueltabajo) en Cuba a principios del siglo XIX. Durante su mandato, se destacó por la defensa de los intereses de los cultivadores de tabaco locales (vegueros) frente a la Factoría de Tabacos y por establecer uno de los primeros servicios de correos organizados en la región.

### Primeros años y familia
Nacido alrededor de 1765 en Gádor, José de Aguilar-Amat fue hijo de Juan de Aguilar-Amat y María Antonia Fernández. Siguió la carrera militar, alcanzando el rango de Capitán del Regimiento de Infantería de La Habana.
El 23 de diciembre de 1807, en Pinar del Río, contrajo matrimonio con María Belén de Meza, natural de La Habana e hija de Manuel de Meza y María del Carmen González. La pareja tuvo una numerosa descendencia, constando en el registro de entierro de Aguilar-Amat los nombres de doce hijos legítimos: María de Paula, Antonia María, José, María de los Dolores, María Ruperta, Agustina, María de la Consolación, María de Belén, Juan Bautista, María del Carmen, Onofre y Martín.

### Teniente Gobernador de Pinar del Río
Aguilar-Amat ejerció como Teniente Gobernador y Capitán General de la jurisdicción de Pinar del Río (denominada en distintas épocas como Nueva Filipina) durante un periodo extenso, documentado al menos desde su matrimonio en 1807 hasta su fallecimiento en 1829. Hacia 1815, se mencionaba que llevaba ya 18 años en el cargo.

### Gestión de conflictos con indígenas
A principios de su mandato, en el año 1800, Aguilar-Amat reportó a sus superiores sobre la actividad de "una pandilla de indios" (probablemente refiriéndose a grupos de apaches u otros nativos americanos deportados a Cuba desde Nueva España) a quienes atribuía una serie de asesinatos, robos de ganado e incendios que, según él, obstaculizaban la prosperidad de la jurisdicción desde 1796. Detalló daños específicos, incluyendo 23 muertes, 13 heridos, y la destrucción o abandono de numerosas haciendas. Estos informes influyeron en la decisión del Gobernador de Cuba, el Marqués de Someruelos, de oponerse al traslado de más apaches adultos a la isla.
Las fuentes sugieren que las percepciones de Aguilar-Amat estaban influenciadas por los estereotipos raciales de la época. Por ejemplo, teorizó que la ausencia de cimarrones negros en la década de 1790 se debía a que "los indios los habían matado a todos". Esta visión racializada (considerando a los negros como "simples", a los indios como "bárbaros asesinos y ladrones", y a los españoles como "astutos y capaces") moldeó su interpretación de los conflictos rurales. Investigaciones posteriores indicaron que la evidencia sobre la presencia y actividad de estos grupos indígenas era a menudo nebulosa y contradictoria.

### Administración y demografía
Aguilar-Amat observó y documentó el significativo crecimiento demográfico de Vueltabajo, atribuyéndolo principalmente al aumento de la población de labradores (vegueros), que pasó de 2.673 en 1787 a cerca de 10.000 en 1813. En 1819, elaboró un censo de su tenencia de gobernación que registró 12.026 habitantes, distribuidos racialmente entre blancos (5.871), libres de color (3.634) y esclavos (3.633). Datos posteriores (1821) revelaron la estructura de las vegas de tabaco, mostrando una mayoría de pequeñas propiedades trabajadas por familias blancas, mulatas libres y negras libres, a menudo con pocos operarios contratados o esclavos, destacando la convivencia interracial en el sector tabaquero.

### Conflicto con la Factoría de Tabacos
Uno de los episodios más notables de su gobernación fue su defensa de los vegueros locales frente a las exigencias y prácticas de la Real Factoría de Tabacos de La Habana, el monopolio estatal que controlaba la compra y comercialización del tabaco. Hacia 1813-1816, surgió un fuerte conflicto cuando los vegueros de Pinar del Río, particularmente los de las zonas de Río Feo y Río Sequito, se resistieron a entregar sus cosechas a la Factoría. Argumentaban la falta de una contrata justa y formalmente acordada, así como los bajos precios ofrecidos.
Aguilar-Amat se posicionó del lado de los vegueros, quienes le consideraban su defensor y lo designaron como su representante en 1815 por su conocimiento de la materia y por ser "su perpetuado gobernador". Esta postura lo enfrentó directamente con los funcionarios de la Factoría, como el superintendente José González Montoya (poderoso en ese momento debido a la dimisión del Intendente Juan Aguilar-Amat, primo de Aguilar-Amat), Joaquín de Zayas y Anselmo de Paula Arias. Estos funcionarios acusaron a Aguilar-Amat de obstruir sus labores, de no prestar el auxilio jurisdiccional requerido para obligar a los vegueros a entregar el tabaco, e incluso insinuaron que incitaba a la "insurrección" o "desobediencia" al aconsejar a los cultivadores.
La correspondencia de la época muestra a Aguilar-Amat cuestionando la legalidad de las acciones de los agentes de la Factoría (como el establecimiento de tribunales improvisados fuera del pueblo sin su autorización) y defendiendo su propia jurisdicción para mantener el orden público y evitar "apremios que violentasen al vecindario". Sostuvo que los vegueros tenían derecho a reclamar una contrata justa y que él, como su jefe inmediato, debía canalizar sus representaciones. El conflicto llegó a involucrar la detención de algunos vegueros y acusaciones de cohecho contra testigos para que declararan en contra de Aguilar-Amat, aunque esto último fue negado. El caso fue elevado al Capitán General de la isla.

### Establecimiento del Servicio de Correos
Hacia el final de su mandato, en la década de 1820, y ante el crecimiento poblacional de Vueltabajo, Aguilar-Amat tomó la iniciativa de organizar un servicio de correos que comunicara Pinar del Río con La Habana. Este servicio comenzó a funcionar el 1 de diciembre de 1828, financiado por particulares y utilizando caballos y barcos de cabotaje, incluso antes de recibir la aprobación oficial de la Capitanía General. Realizaba dos viajes de ida y vuelta al mes, con puntos de recogida y entrega en Pinar del Río, Candelaria, Consolación del Sur, Los Palacios y San Cristóbal, y en La Habana. El servicio, atendido voluntariamente por funcionarios de la Real Hacienda, demostró ser rentable.

### Fallecimiento
José de Aguilar-Amat falleció en Pinar del Río a principios de 1829, a la edad aproximada de 64 años. Fue enterrado en el cementerio general de la Iglesia de San Rosendo el 31 de marzo de 1829. Había otorgado testamento el 3 de febrero anterior ante el escribano público José Vicente Valdés. En él, dispuso ser amortajado con su uniforme militar y la cruz de la Real y Militar Orden de San Hermenegildo, de la que era caballero. Nombró como albacea principal a su esposa, María Belén de Meza, y como herederos a ella, a sus doce hijos legítimos y a su hijo natural reconocido, Claudio José. Solicitó también misas por su alma, incluyendo la Misa de San Gregorio.

### Legado
José de Aguilar-Amat es recordado en la historia de Pinar del Río por su prolongado servicio como Teniente Gobernador, su destacado papel en la defensa de los intereses de los cultivadores de tabaco locales (vegueros) frente al monopolio de la Factoría, y por ser el impulsor del primer servicio de correos organizado en la región. Su legado también incluye aspectos patrimoniales, ya que fue propietario de la conocida Finca Aguilar. En estos terrenos, situados junto a unos "barracones", construyó una casona de dos plantas en 1819. Dicha finca, donde nacía un manantial (ojo de agua) que alimentaba un arroyo local, fue posteriormente vendida en subasta pública en el Centro de la Colonia Española el 25 de abril de 1902 por $3600. La casa principal, con bajos de mampostería y techo de tablas y tejas, fue adaptada como quinta con una inversión de $1500. El emplazamiento de la antigua Finca Aguilar es ocupado en la actualidad por el Hospital Pediátrico Pepe Portilla.